# Au secours, j'ai 30 ans !
Pour les articles homonymes, voir Au secours ! (homonymie).
Pour plus de détails, voir Fiche technique et Distribution.
Au secours, j'ai 30 ans ! est un film français réalisé par Marie-Anne Chazel et sorti en 2004.

## Synopsis
Kathy, Tara et Yann sont amis depuis leur enfance et ont juré de s'entraider quoi qu'il arrive. Ils débarquent à Paris ensemble. Si Yann vit le parfait amour avec son ami Alfredo, Tara et Kathy peinent à trouver une vie sentimentale digne de ce nom. Tara est empêtrée dans son couple avec Thomas, un prof égocentrique et mesquin ; dans son malheur, elle ne trouve que la nourriture comme compensation.
Vivant dans la discrétion, Kathy refuse tout contact avec les hommes malgré le vif intérêt que lui porte Romain, un collègue, fasciné par son charme.
Lorsque Yann apprend qu'il a une maladie, il fixe à ses 2 meilleures amies (comme une dernière volonté) des changements radicaux dans leur vie amoureuse.

## Fiche technique
- Titre original : Au secours, j'ai 30 ans !
- Réalisation : Marie-Anne Chazel
- Scénario : Marie-Anne Chazel et Benjamin Legrand, d'après le roman Le Club de la dernière chance, de Marian Keyes
- Décors : Jean-Pierre Clech
- Costumes : Charlotte David
- Photographie : Pascal Caubère
- Son : Philippe Lecocq
- Montage : Catherine Kelber
- Musique : Pascal Andreaccio
- Production : Alain Doutey et Christian Clavier
- Société(s) de production : Ouille Productions
- Genre : comédie dramatique
- Durée : 93 minutes
- Pays d'origine :  France
- Société de distribution : Rezo Films
- Dates de sortie :
  -  France : 23 juin 2004
  -  Belgique : 7 juillet 2004
  -  Italie : 19 novembre 2004

## Distribution
- Pierre Palmade : Yann
- Giovanna Mezzogiorno : Kathy
- Franck Dubosc : Léo Melvil
- Bernard Yerlès : Gwen
- François Morel : Thomas
- Nathalie Corré : Tara
- Marine Poma : Tara enfant
- Esse Lawson : Coralie
- Arnaud Giovaninetti : Romain
- Marthe Villalonga : Jeanne-Marie
- Thierry Lhermitte : Jacques
- Alain Doutey : Le prêtre
- Arièle Semenoff :
- Annie Grégorio : Mlle Deleu, l'infirmière
- Michel Scotto di Carlo : Alfredo
- Julie Judd : Annie
- Bruno Flender : Loïc
- Xavier Berlioz : Max
- Élodie Hesme : Nadège
- Sébastien Haddouk : Fred
- Béatrice Costantini : Vanessa
- Florence Pelly : Salomé
- Thibault Chanel : Hugo
- Marc Samuel : Jean-Marc
- Stéphanie Sokolinski : Chloé
- Christian Pereira : le professeur Meyrand
- Stéphane Bari : Matthieu